# مسجد حسن بك
جامع حسن بك ويلفظ أيضًا مسجد حسن بيه، هو مسجد أثري يعود إلى عهد الدولة العثمانية في فلسطين، ويقع في شمال مدينة يافا على شاطئ البحر الأبيض المتوسط، بحي المنشية تحديدًا. يُعتبر الأثر المعماري الإسلامي والعربي الوحيد في الحي، بعد أن قام الاحتلال الإسرائيلي بهدم الحي بأكمله. ولقد أسس وبني في عام 1916م، وسمي نسبة إلى حاكم يافا العثماني حسن بيك.

## الطراز المعماري
بنمط معماري فريد، تم استعمال الحجر الجيري الأبيض بدل الحجر الأصفر المتعارف عليه في المنطقة منذ القدم. حيث تم البناء عام 1916 على الطراز العثماني. وهو ذو قبة واحدة ومنارة واحدة أيضًا. وتشكل منارته الإسطوانية المضلعة تضادا مع قاعة المصلين المربعة.

## محاولات إحراقه

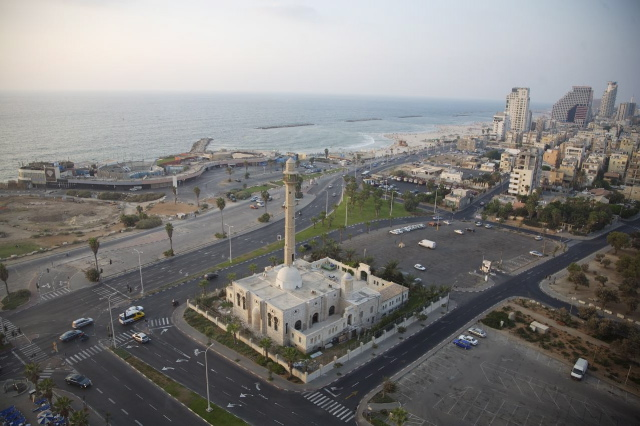
محيط المسجد اليوم فارغا بعد تدمير القوات الإسرائيلية جميع معالم حي المنشية المحيطة بالمسجد

الاعتداءات على مسجد حسن بيك منذ النكبة عام 1948:
- بعد النكبة تعرض المسجد إلى اعتداءات ومحاولات رسمية أيضا لهدمه بحجة التطوير، كان أخطرها في العام 1981، بيد أن هبة فلسطينيي يافا أنقذته من يد التخريب والتدمير وقد تم ترميم ما تصدع من أجزائه بفضل أهالي المدينة وعموم فلسطينيي 1948.
- كان المسجد تعرض لاعتداءات كثيرة منذ نكبة أهله، فظل مغلقا إلى أن رممته الهيئة الإسلامية المنتخبة في يافا وفتحته للصلاة عام 1988، لكن السلطات الإسرائيلية ما زالت تحظر رفع الأذان فيه.
- تعرض المسجد للقذف بالحجارة وتحطيم نوافذه الزجاجية عام 2000، وهي عملية تتكرر بين الفترة والأخرى، ما دفع بعض المسلمين من المدينة للإقامة به على مدار الساعة.
- أبرز الاعتداءات على هذا المسجد كانت في شهر حزيران/ يونيو 2001، حين قام مئات من المتطرفين اليهود بإحاطته من كل الجهات، ورشقه بالحجارة والزجاجات الحارقة، ما أدى إلى إصابة العشرات من المصلين المسلمين بجروح. كما تعرضت سياراتهم التي كانت متوقفة قرب المكان للاعتداء، في موقف السيارات الخاص بالمسجد.
- تعرض مسجد حسن بك عام 2007 لاعتداء جديد باقتحامه من قبل متطرف يهودي ومحاولة إحراقه، لكن حراس المسجد الذين ينامون فيه تمكنوا في اللحظة الأخيرة من إلقاء القبض على المعتدي وهو يسكب البنزين في جنباته تمهيدا لإشعال النار فيه بعدما أقدم على تحطيم كاميرات الحراسة.
- تعرض لإحراق كامل في آذار/ مارس 2004، ولا تزال تعاني آثار عمرانية فلسطينية مختلفة من الهجران والاندثار والتدنيس، بعضها حول إلى خمارات وملاه ليلية وحظائر أبقار ومخازن، بل إلى كُنس أيضا، كما في العباسية شرقي يافا، وقيسارية التاريخية، وعين حوض، والمسجد الأحمر في صفد، وجامع البحر في طبريا وغيرها.
- انتهك مجهولون، يعتقد أنهم من المتطرفين اليهود، في 26 كانون أول/ ديسمبر 2004 حرمة المسجد، وألقوا عليه زجاجات حارقة، تسببت بإحراق إحدى نوافذه. كما قام متطرفون يهود، قبل عدة أشهر، بالاعتداء على المسجد، حيث ألقوا عليه بعض الحجارة، خلال تأدية المصلين صلاة الفجر فيه، ما أدى إلى كسر إحدى نوافذه، وإصابة عدد من المصلين في قاعة الصلاة، إضافة إلى تفجير مئذنته قبل عدة سنوات، فضلا عن عشرات الاعتداءات الأخرى، التي تعرض لها المسجد فيما قبل.
- ومن الاعتداءات الاستفزازية، أيضا، قيام رجل وزوجته بطرح رأس خنزير مع كتابات عنصرية في باحته في آب/ أغسطس 2005.
- في 5-3-2008 اقتحم متطرفون يهود جانبا من مسجد حسن بك شمال مدينة يافا، وخربوا محتوياته وحطموا قوارير الورد التي تزين المسجد وساحاته المزينة.

## وصلات خارجية
- موقع مسجد حسن بيك نسخة محفوظة 17 ديسمبر 2014 على موقع واي باك مشين.
- مساجد يافا على يوتيوب